# Elezioni legislative in Portogallo del 1961
Le elezioni legislative in Portogallo del 1961 si tennero il 12 novembre per il rinnovo dei deputati dell'Assemblea Nazionale. L'unico partito legalmente ammesso alle elezioni fu l'Unione Nazionale, che vinse tutti i seggi.

## Legge elettorale
Il numero dei deputati dell'Assemblea Nazionale aumentò da 120 a 130. I collegi elettorali di Angola e di Mozambico non elessero più 4 deputati ciascuno, ma 7 ciascuno, mentre i collegi dell'India portoghese e Capo Verde videro i loro rappresentanti aumentare di 1, quindi elessero in questa elezione rispettivamente 3 e 2 deputati. Gli altri due deputati in più furono destinati ai collegi del Portogallo europeo.
In seguito all'ottenimento della cittadinanza portoghese da parte degli abitanti indigeni di Angola e Mozambico, anch'essi potevano votare a patto che, come gli altri cittadini portoghesi, fossero alfabetizzati, avessero un lavoro in una professione riconsciuta oppure erano dei contribuenti, ovvero pagassero le tasse.

## Campagna elettorale
L'opposizione all'Estado Novo contò su 25 candidati sparsi in 12 liste. Il 7 novembre tutti i candidati dell'opposizione decisero di non competere più, denunciando l'incapacità del governo di garantire elezioni libere e senza brogli elettorali.
Una lista con candidati monarchici che si presentò per il collegio di Lisbona fu rifiutata perché presentò i propri candidati 1 minuto dopo il termine massimo permesso dal regolamento.

## Risultati
|                        |                     |           |      |           |      |  |
| Partito                | Partito             | Voti      | %    | Seggi     | +/-  |  |
|                        | Unione Nazionale    | 973 997   | 100  | 130 / 130 | 10   |  |
|                        |                     |           |      |           |      |  |
| Non validi/Bianchi     | Non validi/Bianchi  | –         | –    | –         | –    |  |
| Totale                 | Totale              | 973 997   | 100  | 130       | 10   |  |
| Con diritto di voto    | Con diritto di voto | 1 315 231 | –    | –         | –    |  |
| Affluenza              | Affluenza           | –         | 74,0 | –         | 3,6% |  |
|                        |                     |           |      |           |      |  |
| Fonte: Nohlen & Stöver |                     |           |      |           |      |  |